# Baktijar Zajnutdinow
Baktijar Batyrżanuły Zajnutdinow (kaz. Бақтияр Батыржанұлы Зайнутдинов, ros. Бактиёр Батыржанович Зайнутдинов, ur. 2 kwietnia 1998 w Tarazie) – kazachski piłkarz grający na pozycji pomocnika, reprezentant kraju. Od 2023 roku występuje w drużynie Beşiktaş JK.

## Kariera piłkarska

### Kariera klubowa
Zajnutdinow rozpoczął karierę w 2014 roku w zespole FK Taraz. Następnie występował w FK Astanie, a w latach 2019-2020 grał w FK Rostowie.

### Kariera reprezentacyjna
W reprezentacji Kazachstanu zadebiutował 23 marca 2018 roku w meczu towarzyskim przeciwko Węgrom, w którym zdobył bramkę. Dotychczas rozegrał dziesięć spotkań zdobywając cztery bramki.
| Mecze i gole w reprezentacji | Mecze i gole w reprezentacji | Mecze i gole w reprezentacji | Mecze i gole w reprezentacji | Mecze i gole w reprezentacji | Mecze i gole w reprezentacji | Mecze i gole w reprezentacji |
| Kazachstan                   | Kazachstan                   | Kazachstan                   | Kazachstan                   | Kazachstan                   | Kazachstan                   | Kazachstan                   |
| Lp.                          | Data                         | Miasto                       | Przeciwnik                   | Gol                          | Wynik                        | Rozgrywki                    |
| ---------------------------- | ---------------------------- | ---------------------------- | ---------------------------- | ---------------------------- | ---------------------------- | ---------------------------- |
| 1.                           | 23.03.2018                   | Budapeszt                    | Węgry                        | Gol                          | 3:2                          | towarzyski                   |
| 2.                           | 26.03.2018                   | Felcsút                      | Bułgaria                     |                              | 1:2                          | towarzyski                   |
| 3.                           | 05.06.2018                   | Astana                       | Azerbejdżan                  | Gol                          | 3:0                          | towarzyski                   |
| 4.                           | 06.09.2018                   | Astana                       | Gruzja                       |                              | 0:2                          | LN 2018/2019                 |
| 5.                           | 10.09.2018                   | Andora                       | Andora                       |                              | 1:1                          | LN 2018/2019                 |
| 6.                           | 13.10.2018                   | Ryga                         | Łotwa                        | Gol                          | 1:1                          | LN 2018/2019                 |
| 7.                           | 16.10.2018                   | Astana                       | Andora                       |                              | 4:0                          | LN 2018/2019                 |
| 8.                           | 15.11.2018                   | Astana                       | Łotwa                        |                              | 1:1                          | LN 2018/2019                 |
| 9.                           | 19.11.2018                   | Tbilisi                      | Gruzja                       |                              | 1:2                          | LN 2018/2019                 |
| 10.                          | 21.03.2019                   | Astana                       | Szkocja                      | Gol                          | 3:0                          | el. ME 2020                  |
| 11.                          | 24.03.2019                   | Astana                       | San Marino                   |                              | 4:0                          | el. ME 2020                  |
| 12.                          | 16.11.2019                   | San Marino                   | San Marino                   | Gol                          | 3:1                          | el. ME 2020                  |
| 13.                          | 19.11 2019                   | Glasgow                      | Szkocja                      | Gol                          | 1:3                          | el. ME 2020                  |